# Philosophia (浜田麻里のアルバム)
『Philosophia』（フィロソフィア）は、浜田麻里の17枚目のアルバム。ポリドールから1998年10月21日に発売された。

## 制作
前作『Persona』（1996年）以来約2年半ぶりの作品となり、MCAビクターからポリドールへ移籍後初のアルバムとなった本作は、全体的に暗く内省的でテンポが落ち着いた楽曲が収録されている。
移籍した経緯として、アルバム『Anti-Heroine』（1993年）を発表した辺りから、自身の心身の疲れと海外戦略の未熟さや人に対する不信感が尾を引いていたとに加え、MCAビクターのA&Rが『Persona』を批判し、大暴れしたことをきっかけに、事務所スタッフも「MCAビクターとこのままいい形で仕事を続けていけるのだろうか」という懸念を持ち始め、徐々にA&Rとマネージャーとの間に軋轢が表面化していった。浜田は「テレビにも出ない、音楽性はみなさんが思うところのマニアックに行き過ぎていて、多くの方が求めている浜田麻里像ではないとか、いろいろ不満が渦巻いていたんだろうと。やがて私は誰とも話をしなくなりました」と振り返っており、浜田自身は移籍に関して全く考えていなかったが、新聞に『浜田麻里移籍』と大きく掲載されてしまったことで、後に引けない状況だったという。結果的に騙された形で移籍せざるを得なくなった状況となり、『Persona』がMCAビクターから発表した最後の作品となった。
制作面では、浜田の作品を手がけているビル・ドレッシャーがエンジニアを担当したため、基本的に不安はなかったが、スタッフとまったくコミュニケーションを取らなくなっていたことに加えマネージャーに話しかけても返事すらかえってこない状態だったため「最後は1人になりました」と語っている。この頃、浜田は哲学や精神分析学に興味を持ち、「人間の心の不可思議さ、なぜ人はこういうふうに変わってしまうんだろうとか、人の言動の根源をどうしても知りたくなりました」としたうえで、「同時に、自分の心の安定剤としての役割も兼ねていたんだと思います」と懐古していると同時に、実父が脳出血が要因となった後遺症で全失語と診断され、家族内でカードを使ったリハビリを行った結果、コミュニケーションが取れる状態まで脳機能が回復したという。その影響で脳科学にも興味が湧いたことで、アルバムのタイトルを「知を愛する」という意味を持つ英単語である『Philosophia』が採用された。浜田は「人間不信の塊のような状態から、“知の世界”で救い出された気がします」と語っている。

## 音楽性
1曲目の「Eclipse」は、世紀末の危機感を表現した楽曲で、浜田は「リスナーの年代、精神状態によると思いますね。2000年問題とか、社会が何かしらの不安を抱えていた時期なんです。リスナーの皆さんがお若く溌剌とした時期だったならば、時代の危機感は薄かったはずです。私の作品はどうしてもその時代観がベーシックな背景になります。心持ちとしては、暗い気持ちというよりも早く1人になりたいと思っていたくらいなので。状況に負けるつもりはありませんでした」と懐古しており、2023年時点で浜田が好きな楽曲だと語っている。
11曲目の「Since Those Days」は、「何かを掲げて生きるほど、人は強くなくていい」という内容の楽曲で、浜田は従来の楽曲とは違う歌詞をあえて意図的に書いたという。

## 批評
| 専門評論家によるレビュー | 専門評論家によるレビュー |
| レビュー・スコア         | レビュー・スコア         |
| 出典                     | 評価                     |
| ------------------------ | ------------------------ |
| CDジャーナル             | 否定的                   |

『CDジャーナル』は、楽曲の質に関しては「恐ろしいほどのヴォーカル・テクニックと完璧に織り成されたサウンド」と肯定的ではあるものの、約2年半というブランクがあったことで「スキのなさからくる体温の欠如か。圧倒的な実力と今日的感覚も認めた上で言えば、“素”に戻ったハダカの歌を聴いてみたい」とアルバムの内容的には否定的な評価をしている。

## 収録曲
| 全作詞: 浜田麻里。 |                                   |           |                              |                                            |      |
| #                  | タイトル                          | 作詞      | 作曲                         | 編曲                                       | 時間 |
| 1.                 | 「Eclipse」                       | 浜田麻里  | 大槻啓之                     | 浜田麻里 大槻啓之                          | 5:32 |
| 2.                 | 「The Year 2000」                 | 浜田麻里  | 増崎孝司                     | 浜田麻里 増崎孝司                          | 5:58 |
| 3.                 | 「Until the Dawn」                | 浜田麻里  | 大槻啓之                     | Robbie Buchanan 浜田麻里 大槻啓之          | 4:55 |
| 4.                 | 「Summer Days」                   | 浜田麻里  | 藤井陽一 & 浜田麻里          | Robbie Buchanan 浜田麻里 藤井陽一          | 6:15 |
| 5.                 | 「Butterflies -Identity Crisis-」 | 浜田麻里  | 藤井陽一 & 浜田麻里          | 浜田麻里 増崎孝司 藤井陽一                 | 5:26 |
| 6.                 | 「Promised Land」                 | 浜田麻里  | 藤井陽一 & 浜田麻里          | 浜田麻里 増崎孝司 藤井陽一                 | 5:46 |
| 7.                 | 「Philosophia」                   | 浜田麻里  | 大槻啓之 & 浜田麻里          | 浜田麻里 大槻啓之                          | 5:36 |
| 8.                 | 「Paradise Lost」                 | 浜田麻里  | 藤井陽一 & 浜田麻里          | 浜田麻里 増崎孝司 藤井陽一                 | 6:06 |
| 9.                 | 「Foolish Pride」                 | 浜田麻里  | Shinichi Nakagawa & 浜田麻里 | Robbie Buchanan 浜田麻里 増崎孝司          | 5:25 |
| 10.                | 「As If…」                        | 浜田麻里  | 藤井陽一 & 浜田麻里          | Robbie Buchanan 浜田麻里 増崎孝司 藤井陽一 | 4:47 |
| 11.                | 「Since Those Days」              | 浜田麻里  | 藤井陽一 & 浜田麻里          | Robbie Buchanan 浜田麻里 藤井陽一          | 5:37 |
| 合計時間:          | 合計時間:                         | 合計時間: | 合計時間:                    | 61:23                                      |      |

## 参加ミュージシャン
- Drums : John Robinson, Mike Baird
- Bass : Leland Sklar
- Guitars : Michael Landau, 大槻啓之 (1st solo of M-7)
- A.Guitars : Dean Parks, Michael Landau, 増崎孝司
- Keyboards : Robbie Buchanan, Kevin Savigar
- Mandorin : Grant Geissman
- Percussion : Lenny Castro
- Violin : Sid Page

## メディアでの使用
| #  | 曲名               | タイアップ                                                  | 出典  |
| -- | ------------------ | ----------------------------------------------------------- | ----- |
| 2  | 「The Year 2000」  | 関西TV・フジTV系『いつでも笑みを!』エンディングテーマ       | [ 5 ] |
| 3  | 「Until the Dawn」 | 日本テレビ系全国ネット『THE ワイド』エンディングテーマ      | [ 6 ] |
| 10 | 「As If…」         | 朝日放送・テレビ朝日系『人気者でいこう!』エンディングテーマ |       |

## リリース日一覧
| 地域 | リリース日     | レーベル                            | 規格   | 規格品番  | 概要                                                | 順位 |
| ---- | -------------- | ----------------------------------- | ------ | --------- | --------------------------------------------------- | ---- |
| 日本 | 1998年10月21日 | ポリドール                          | CD     | POCH-1733 | - 廃盤 - 初回生産分のみ紙ジャケット仕様             | 18位 |
| 日本 | 2014年1月15日  | ユニバーサルミュージック／USM JAPAN | SHM-CD | UPCY-6800 | デジタル・リマスタリング / 30周年記念高音質SHM-CD化 | -    |